# Шадлун, Николай Акимович
Николай Акимович Шадлун (укр. Микола Якимович Шадлун; 12 [24] ноября 1883, Весёлое, Таврическая губерния — 12 августа 1932, Москва) — российский и украинский ученый-геолог рудных и нерудных месторождений полезных ископаемых, профессор. Министр народного хозяйства УНР.

## Биография
Родился 12 (24) ноября 1883 в селе Весёлое (Мелитопольский уезд, Таврическая губерния), Российская империя.
Окончил Мелитопольское реальное училище.
В 1913 году окончил Горный институт в Санкт-Петербурге, остался в нём преподавать.
В 1913 году был в экспедиции на Урале для изучения месторождений и сбора образцов для геологического музея.
В 1914—1917 годах по поручению управления Сергинско-Уфалейских заводов возглавлял разведочные работы на заводских землях, выделил никеленосный район, открыл и разведал Ново-Черемшанское месторождение силикатного никеля, на базе которого было заложено строительство первого в России никелевого завода.
В 1918 году переехал на Украину. В 1919 году занимал должность министра народного хозяйства УНР, в 1920 году входил в состав ЦК Украинской социал-демократической рабочей партии.
В начале 1920-х годов эмигрировал в Чехословакию, преподавал в Люблянском университете, изучал методологию и практику постановки высшего образования в вузах Берлина, Фрайберга, Праги, Пшибрама, параллельно изучал рабочие процессы на многих месторождениях, рудниках и заводах Германии, Чехословакии, Галиции и Югославии.
Через некоторое время вернулся в СССР. В 1923—1926 годах работал в Госплане СССР. Принимал участие в разведке Верхнекамского месторождения калийно-магниевых солей, являлся сотрудником Калийного треста.
С 1926 годах работал профессором и заведующим кафедрой геологии месторождений полезных ископаемых на горном факультете в Уральском политехническом институте (с 1930 — в Уральском геологоразведочном институте).
Автор большого количества научных работ, в том числе двух монографий. Работы посвящены изучению геологии месторождений калийных солей, разработке способа получения высококачественного титанового концентрата без доменной плавки (путем магнитной сепарации).
Был арестован в 1930 году, через несколько месяцев освобожден.
Скончался 12 августа 1932 года, от рака.

## Семья
Брат — Шадлун, Георгий Акимович (род. 1880), горный инженер треста «Донугль», осуждён по Шахтинскому делу (1928).
- Дочь — Шадлун, Татьяна Николаевна (1912—1996), геолог.